# Tony Isaacs
Anthony Brian Isaacs (sinh ngày 8 tháng 4 năm 1973) là một cựu cầu thủ bóng đá người Anh có 51 lần ra sân ở Football League thi đấu ở vị trí tiền vệ cho Darlington. Ông cũng từng thi đấu bóng đá non-league cho Bishop Auckland.